# Campionati europei di atletica leggera 1946 - Lancio del giavellotto maschile
La gara del lancio del giavellotto maschile si tenne il 24 e 25 agosto 1946.

## Risultati

### Qualificazioni
| Pos | Nome               | Nazione        | Misura | Note |
| --- | ------------------ | -------------- | ------ | ---- |
| 1   | Lennart Atterwall  | Svezia         | 67.21  | Q    |
| 2   | Yrjö Nikkanen      | Finlandia      | 66.30  | Q    |
| 3   | Tapio Rautavaara   | Finlandia      | 63.03  | Q    |
| 4   | Sven Daleflod      | Svezia         | 62.93  | Q    |
| 5   | Odd Mæhlum         | Norvegia       | 62.91  | Q    |
| 6   | Josef Neumann      | Svizzera       | 60.36  | Q    |
| 7   | Nico Lutkeveld     | Paesi Bassi    | 60.07  | Q    |
| 8   | Lumír Kiesewetter  | Cecoslovacchia | 59.80  | Q    |
| 9   | Michael Salomonsen | Norvegia       | 58.74  |      |
| 10  | Jóel Sigurðsson    | Islanda        | 58.06  |      |
| 11  | Raymond Tissot     | Francia        | 57.63  |      |
| 12  | Pierre Sprecher    | Francia        | 55.22  |      |
| 13  | Oskar Ospelt       | Liechtenstein  | 52.73  |      |

### Finale
| Pos | Nome              | Nazione        | Misura | Note |
| --- | ----------------- | -------------- | ------ | ---- |
| 1   | Lennart Atterwall | Svezia         | 68.74  |      |
| 2   | Yrjö Nikkanen     | Finlandia      | 67.50  |      |
| 3   | Tapio Rautavaara  | Finlandia      | 66.40  |      |
| 4   | Odd Mæhlum        | Norvegia       | 66.37  |      |
| 5   | Sven Daleflod     | Svezia         | 64.79  |      |
| 6   | Josef Neumann     | Svizzera       | 62.48  |      |
| 7   | Lumír Kiesewetter | Cecoslovacchia | 59.91  |      |
| 8   | Nico Lutkeveld    | Paesi Bassi    | 59.50  |      |